# Tanaka Hisashige
Tanaka Hisashige est un nom japonais traditionnel ; le nom de famille (ou le nom d'école), Tanaka, précède donc le prénom (ou le nom d'artiste).
Tanaka Hisashige (田中 久重, 16 octobre 1799 - 7 novembre 1881) est un inventeur japonais durant la période Edo et l'ère Meiji. Il est l'un des fondateurs de ce qui est plus tard devenu Toshiba. Il était surnommé le « Thomas Edison du Japon » ou Karakuri Giemon (からくり儀右衛門).

## Biographie
Tanaka est né à Kurume, province de Chikugo (préfecture de Fukuoka de nos jours). Il est l'ainé d'un artisan d'écaille de tortue. Lui-même artisan doué dans sa jeunesse il a étudié la conception et la construction des poupées karakuri, automates mécaniques capables des mouvements relativement complexes, qui étaient alors beaucoup demandées par les aristocrates de Tokyo, le daimyō de divers domaines féodaux, et par la cour du Shōgun d'Edo. À 21 ans, il se produisait dans le pays à des festivals avec des poupées mécaniques, des automates, qu'il construisait lui-même.
En 1834, il a déménagé à Osaka, où il a étudié l'énergie pneumatique, l'hydraulique et les diverses formes d'éclairage basés sur l'huile de graine de colza. Cependant, il est rapidement parti pour Kyoto, où il a étudié le rangaku (études occidentales), et l'astronomie. En 1851, il a construit l'Horloge Millénaire qui est maintenant considérée comme Bien culturel important par le gouvernement japonais. Avec le développement du mouvement de Sonnō jōi, l'atmosphère à Kyoto est devenue de plus en plus dangereuse aux influences et à la technologie occidentales, alors Tanaka a été invité par Tsunetami Sano au domaine de Saga à Kyūshū, où il a été accueilli par Naomasa Nabeshima.
À Saga, Tanaka a conçu et construit la première locomotive à vapeur du Japon et le premier navire de guerre à vapeur. Bien qu'il n'eût aucune expérience précédente dans le domaine, il a eu accès à un ouvrage hollandais, et avait observé la présentation d'une machine à vapeur écrite par le diplomate russe Efim Alexeïevitch Poutiatine pendant sa visite à Nagasaki en 1853.
Il a été également impliqué dans la construction d'un four à réverbère à Saga pour la production de canon Armstrong. En 1864, il est revenu à son domaine natal de Kurume, où il a aidé au développement des armements modernes.
Peu après la restauration de Meiji, en 1873, Tanaka a déménagé à Tokyo, où il a loué le deuxième étage d'un temple dans ce qu'est maintenant Roppongi, qu'il a utilisé comme atelier pour produire des télégraphes sur demande du nouveau gouvernement de Meiji. Il a habité à Ginza en 1875. Son entreprise s'appelle Tanaka Seisakusho ().
Après sa mort en 1881, son fils adoptif hérite de la société fondée par son père. Il fait faillite en 1893, et la banque Mitsui rachète les actifs et rebaptise l'entreprise Shibaura Seisakusho (). Après une fusion en 1939 avec Tokyo Denki, elle devient Tokyo Shibaura Denki, connu aujourd'hui sous le nom de Toshiba.